# Als die Erde aufbrach
Als die Erde aufbrach (Originaltitel: The Day the Earth Moved) ist ein amerikanischer Fernsehfilm aus dem Jahr 1974. Der Katastrophenfilm mit beeindruckenden Spezialeffekten entstand unter der Regie von Robert Michael Lewis.

## Handlung
Die Piloten Steve Barker und Harley Copeland sollen für Vermessungszwecke die kalifornische Wüste fotografieren. Dabei entdecken sie durch Zufall eine Methode, mit der man Erdbeben vorhersagen kann. Als sie dieses neue Verfahren bei ihrem nächsten Flug über der Wüste einsetzen, stellen die beiden Piloten fest, dass die kleine Ortschaft Bates in einem Gebiet liegt, wo es jederzeit zu einem schweren Erdbeben kommen kann.
Die Piloten informieren sofort die Verantwortlichen der Stadt. Weil aber sowohl die Offiziellen als auch die Bewohner der Stadt ihre Warnungen nicht weiter ernst nehmen, entschließen sich Barker und Copeland selbst zu handeln: mit einem gestohlenen Flugzeug fliegen sie nach Bates, um mit diesem dann die Bewohner der Wüstenstadt in Sicherheit zu bringen. Als es Barker und Copeland nach langen Diskussionen endlich gelingt, die Bürger der Stadt von der drohenden Gefahr zu überzeugen, bebt plötzlich die Erde. Während die kleine Wüstenstadt völlig zerstört wird, gelingt den beiden Piloten mit Bewohnern von Bates im letzten Moment per Flugzeug die Flucht.

## Kritiken
Das Lexikon des internationalen Films schrieb: „Fürs Fernsehen mit kleinem Budget entstandener Katastrophenfilm; bescheidene Unterhaltung“.